# Torre Inbisa
La Torre Inbisa és un gratacel de l'Hospitalet de Llobregat (Barcelonès). Fou completada el 2010 i té 25 pisos i una alçada de 104 m. Està situada a la Plaça d'Europa nº9. Arquitecte: Nicanor García.